# 杭州武鬥 (1975年)
杭州武鬥是1975年7月文化大革命期间浙江省杭州市工人之间发生的罢工和武斗，最后导致中央政府在1975年7月大规模派遣解放军进入城市与工厂维护秩序。

## 背景
在1967年1月的夺权阶段，得到中共中央承认的造反组织浙江省革命造反联合总指挥部组织集会批斗中共浙江省第一书记江华。同时，另一个造反派组织红色暴动委员会据说得到省党精英支持，去闹场中止了大会，让江华得以飞到北京避风头。这开始了两个造反派团体之间的争执，并持续到接下来几年的浙江省文化大革命。全省各大城市都发生了多次文斗与武斗。1969年造反浪潮平息后，两个组织名义上解散，但核心成员之间继续在台面下保持联系。
1974年初，批林批孔运动发生，一些与旧省联总有关的人員恢复活动，试图从地方党的精英手中夺取政权。张永生、翁森鹤与贺贤春等人是省联总方的造反领袖。這些人控制了工会委员会，工会委员会又动员工人加入城市民兵，取代军队和公安部队维持社会秩序。這些人又利用这些城市民兵对政敌进行袭击和恐吓。他们与党组织中的盟友相结合，使地方行政部门陷入瘫痪。许多工人担心工廠發生暴力，結果导致生产瘫痪。
1974年底，王洪文和邓小平都到杭州试图平息派系斗争。

## 事件
1975年7月，浙江广播电台报道，1万余名解放军士兵受命到杭州13家工厂“协助生产”。撤换了三名重要官员，以及一名省军区司令员。原先被肃清的谭启龙被平反。这是林彪得势后，中央第一次下令军队驻守工厂 。

## 相关事件
除了杭州之外，其他地区也有类似的派兵，比如福州。